# كأس العالم لسداسيات كرة القدم 2023
أقيمت بطولة كأس العالم لسداسيات كرة القدم 2023 في الفترة من 2 إلى 11 يونيو 2023 في مدينة إيسن بألمانيا .  أُجريت القرعة الرسمية في 27 أبريل 2023.  أصبحت كازاخستان بطلة العالم بفوزها على أوكرانيا في النهائي. واحتلت المكسيك المركز الثالث. 